# Konduz
Konduz o Kunduz (pashtu:کون‌گوز; persiano: قندوز), nota anche come Kundûz, Qonduz, Qondûz, Kondûz, Kondoz o Qhunduz, è una città situata in Afghanistan settentrionale, capoluogo della provincia di Konduz. È collegata tramite autostrade a Mazar-i Sharif ad ovest, a Kabul a sud e al confine tagiko a nord. Nel censimento del 1979 a Kunduz furono contate 53 251 persone, mentre nel 2002 ne sono state stimate 95 000. Konduz si trova a 36.73°N, 68.86°E, ad un'altitudine di 397 metri sopra il livello del mare.

## Etimologia
Il nome della città deriva dal persiano, kuhan diz, "fortezza vecchia/antica". Fino agli anni sessanta la città fu il capoluogo dell'ormai estinta provincia di Qataqan, dal turco kata ("vecchio/antico") e dal persiano kand/qand/qan ("città").

## Storia
Konduz è il luogo in cui sorgeva l'antica città battriana di Drapsaka. Alessandro Magno fermò qui il proprio esercito dopo aver attraversato il passo Khawak a nord, nella valle del fiume Kunduz, prima di attaccare di nuovo la Battria nel 329 a.C.
All'inizio del XX secolo, sotto il governo di Sher Khan Nasher, Konduz divenne una delle più ricche province afgane. Fu soprattutto dovuto alla fondazione della Compagnia del Cotone di Spinzar fondata da Nasher, che esiste tuttora.
Konduz è stata l'ultima grande città controllata dai Talebani prima della caduta in mano del Fronte Islamico Unito per la Salvezza dell'Afghanistan il 26 novembre 2001. L'assedio di Konduz durò due settimane e permise ad oltre mille persone di essere trasportate via aerea in Pakistan con la cosiddetta Airlift of Evil.
Konduz è il più importante centro agricolo della provincia, e produce grano, riso, miglio e altro, il che gli ha valso il soprannome di "alveare dello stato".

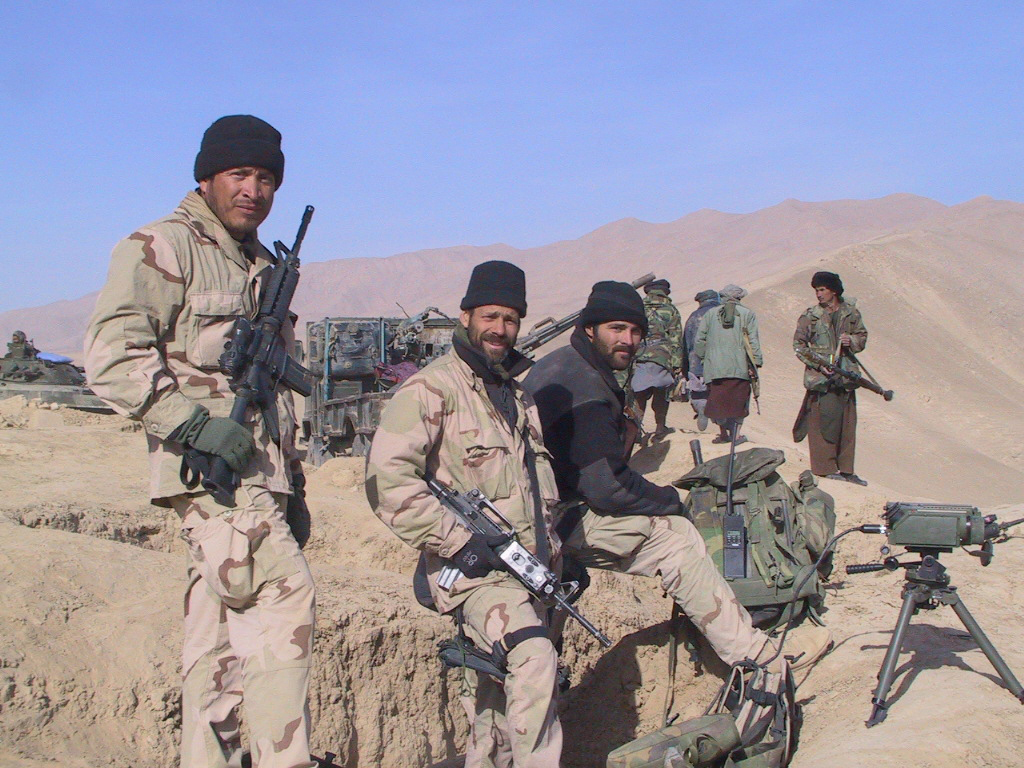
Forze speciali statunitensi fuori Konduz nel novembre 2001

Konduz è il centro delle province nord-orientali, e fu la roccaforte dei Talebani durante il loro regime. La città ha un'importanza strategica essendo l'unica che collega le province di Takhar e Badakhshan, punti chiave dell'attuale governo.
È stata riconquistata dai Talebani l'8 agosto 2021.

## Etnografia
Numerosi gruppi etnici vivono in città, tra cui Pashtun, Usbechi, Tagiki, Hazara e Arabi. L'arrivo delle tribù Pashtun in quest'area è relativamente recente, ed ebbe inizio solo nei primi anni del XIX secolo. Le tribù Pashtun leali al re di Kabul venivano mandate nelle regioni remote dell'Afghanistan per fungere da funzionari del regno.
Gli Arabi parlano il persiano, e sono qui da tempo immemorabile. La loro autodeterminazione come Arabi si basa sull'identità tribale, e potrebbe essere stata originata dalla migrazione del VII-VIII secolo durante la conquista islamica della zona.

## Amministrazione
Konduz ha nove rappresentanti nella camera bassa e due nella camera alta, oltre ad un consiglio provinciale. Mohammad Omer (non Mohammed Omar, ovvero il famoso Mullah Omar), noto anche come Zeeb Noor, è il governatore di Konduz.